# Stamford Hill
Stamford Hill és un barri de Londres, ubicat al districte de Hackney. El barri es troba entre Stoke Newington (al sud) i Tottenham (al nord). Stamford Hill té una gran comunitat de jueus hassídics. Aquesta població dona al barri un aire particular: els jueus ultraortodoxos hassídics i els haredim es vesteixen amb roba fosca, amb els cabells llargs i porten unes prendes de roba tradicionals anomenades tzitzit. A Stamford Hill, hi ha moltes botigues de queviures kosher. No obstant això, el barri continua sent molt multicultural (com la resta de Hackney).